# Pauline Pollmann
Pauline Pollmann (* 2003 in Hamburg) ist eine deutsche Schauspielerin.

## Leben und Karriere
Pauline Pollmann wurde in Hamburg als Tochter des Fernsehproduzenten Johannes Pollmann geboren. Über freie Theaterkurse kam sie zur Schauspielerei und stand bereits in jungen Jahren auf der Bühne der Hamburgischen Staatsoper.
Ihr Debüt vor der Kamera gab sie 2011 in der ZDF-Krimireihe Stubbe – Von Fall zu Fall: Begleiterinnen unter der Regie von Peter Kahane an der Seite von Wolfgang Stumph. Regisseur Ben von Grafenstein besetzte Pauline Pollmann 2013 in dem Biopic Helmut Schmidt Lebensfragen. Darauf folgte der ARD-Zweiteiler Gladbeck unter der Regie von Kilian Riedhof und produziert von Regina Ziegler.
2022 drehte sie an der Seite von Johnny Depp das französische Historiendrama Jeanne du Barry unter der Regie von Maïwenn, in welchem sie die junge Marie-Antoinette von Österreich-Lothringen verkörpert. Der Film eröffnete 2023 die Internationale Filmfestspiele von Cannes.

## Filmografie
- 2012: Stubbe – Von Fall zu Fall: Begleiterinnen (Fernsehserie)
- 2013: Helmut Schmidt Lebensfragen
- 2018: Gladbeck
- 2020: Die Pfefferkörner (Fernsehserie)
- 2020: Großstadtrevier (Fernsehserie)
- seit 2022: Notruf Hafenkante (Fernsehserie)
- 2023: Ostfriesenfeuer (Fernsehreihe)
- 2023: Jeanne du Barry
- 2024: Neuer Wind im Alten Land: Gestrandet